# گریپسکرکه
گریپسکرکه (به هلندی: Grijpskerke) یک منطقهٔ مسکونی در هلند است که در فیره (هلند) واقع شده‌است. گریپسکرکه ۱٬۳۲۳ نفر جمعیت دارد.